# 칼리시군

비엘코폴스카주 지도에 표시된 칼리시군의 위치

칼리시군(폴란드어: powiat kaliski)은 폴란드 비엘코폴스카주에 위치한 군으로 면적은 1,160.02km2, 인구는 80,369명(2006년 기준), 인구 밀도는 69명/km2이다. 군청 소재지는 칼리시이지만 칼리시군에 속하지 않고 별도의 도시군으로 존재한다.
북쪽으로는 코닌군, 북동쪽으로는 투레크군, 동쪽으로는 우치주 시에라츠군, 남쪽으로는 오스트셰슈프군, 서쪽으로는 오스트루프군, 북서쪽으로는 플레셰프군과 접한다. 11개 지방 자치체(1개 도시형 농촌, 10개 농촌)를 관할한다.

군기
군 문장